# Superstock

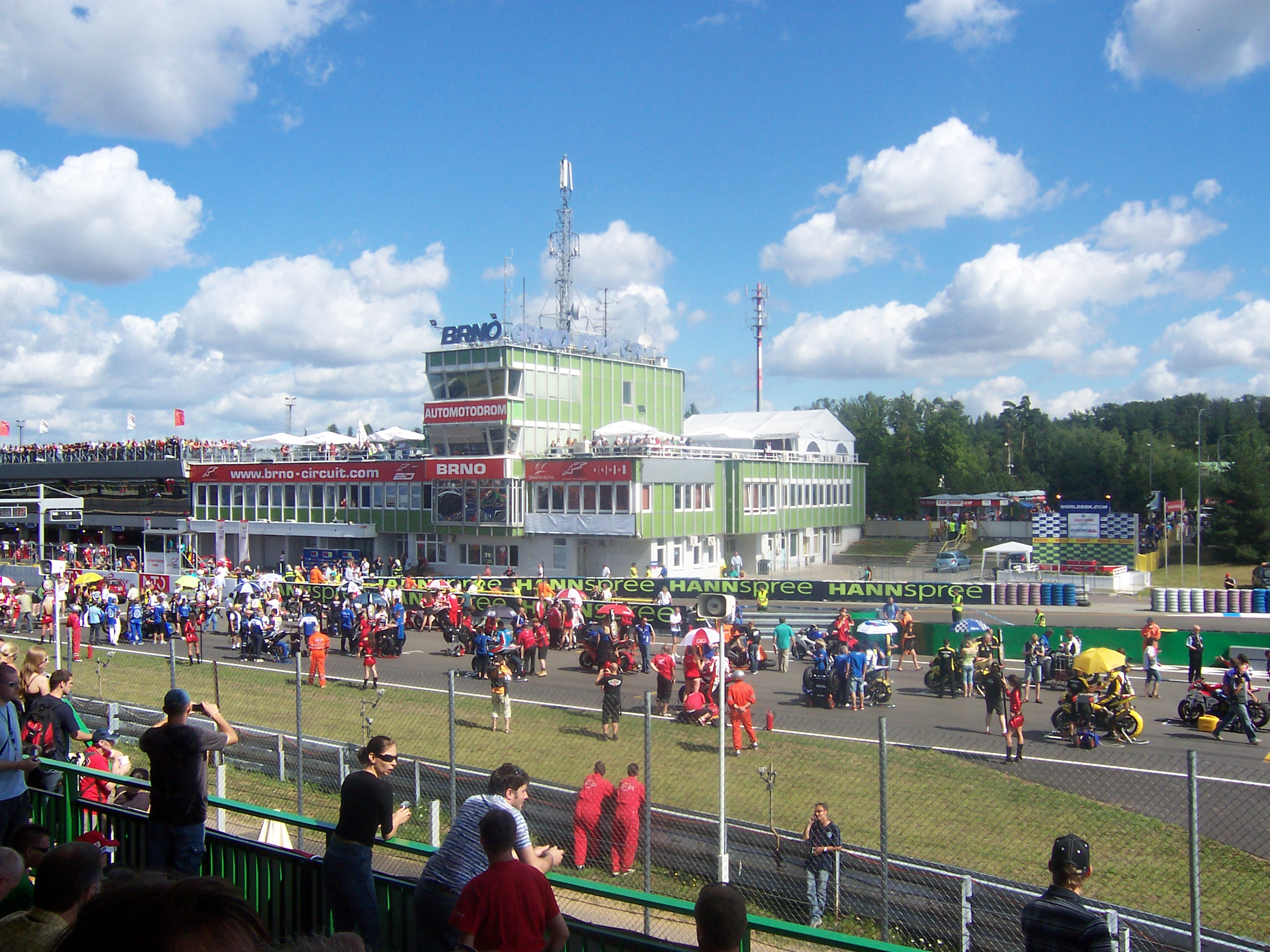
Partenza della gara di Brno del mondiale Superstock 1000 nel 2008

La Superstock (anche Stock Production o Stocksport) è una categoria motociclistica che comprende moto da corsa derivate da modelli prodotti in serie. Il termine inglese "stock" si riferisce infatti a prodotti "di serie", senza modifiche particolari.
Nonostante la parola Superstock identifichi una serie di modifiche effettuate su una motocicletta utilizzabile nei più disparati ambiti delle competizioni (dalle gare di accelerazione alle gare in salita), il termine è spesso utilizzato per riferirsi ai campionati su pista riservati a motociclette di questa categoria.

## Origini
Nata negli Stati Uniti nel 1988 per affiancare la Supersport 600 (nata l'anno precedente, anche a seguito dell'eliminazione del campionato americano Formula 1) accogliendo moto di 750 cm³ (conosciuta per questo anche come "Supersport 750") e la più prestigiosa Superbike, si è poi diffusa anche nel vecchio continente con la creazione, nel 1999 di un campionato europeo affiancato al mondiale Superbike. Da alcuni anni, entrambi i campionati hanno abbandonato le moto 750 per ospitare moto con cilindrata pari a 1000 cm³, ma mentre nella Coppa FIM (ex campionato europeo) le motociclette bicilindriche possono oggi godere di un vantaggio di cilindrata, il trofeo AMA prevede una cilindrata uguale per tutti i partecipanti. Interessante anche la nascita di un campionato europeo riservato alle medie cilindrate che non trova corrispondenza negli Stati Uniti.
Scorrendo l'albo d'oro di queste competizioni, si notano numerosi nomi divenuti poi famosi nei maggiori campionati mondiali come: Niccolò Canepa, James Ellison, John Hopkins, Michel Fabrizio, Scott Russell e Doug Polen.

## Tecnica
Come si può dedurre dal nome, pochissime modifiche sono ammesse alle moto, principalmente per motivi di sicurezza. Si può grossolanamente affermare che le moto da corsa di tale categoria si differenzino dalle loro controparti omologate per la circolazione su strada, a parte l'impianto di scarico, l'ammortizzatore posteriore, la taratura delle centralina elettronica e l'uso di pneumatici più performanti, solo per le parti accessorie, quali carenature, tubi freno, materiali d'attrito. La Superstock si differenzia dalla categoria Superbike per il regolamento tecnico molto più restrittivo, volto al contenimento dei costi.
Quando una moto vince un campionato Superstock essa fa colpo sugli appassionati perché in configurazione praticamente originale si dimostra migliore delle concorrenti e questo è importante per le case motociclistiche nel commercializzare le proprie moto, visto che una buona reputazione agonistica può facilitare le vendite.

### Estratto dal regolamento tecnico FIM
fonte.
- Le moto da corsa possono essere alleggerite di soli 12 kg rispetto al rispettivo modello stradale in commercio.
- Gli pneumatici sono in regime di "monogomma"; il fornitore unico è attualmente Pirelli
- La testata del motore non può essere "lavorata" e la distribuzione deve rimanere originale: solo la guarnizione della testata può essere sostituita.
- Basamento, albero motore, cilindri, pistoni, bielle, spinotti, anelli di tenuta devono rimanere originali: solo i carter laterali possono essere sostituiti.
- Cambio: nessuna modifica, si può solo montare un sistema di "cambiata rapida".
- Frizione: di serie, ma dischi e molle si possono cambiare.
- Scarico: si può sostituire, ma deve avere la stessa posizione e lo stesso aspetto di quello originale e il catalizzatore va rimosso.
- Telaio: nessuna modifica.
- Forcella: di serie, solo le parti interne sono modificabili.
- Forcellone: di serie.
- Ammortizzatore posteriore: sostituibile, ma il leveraggio resta originale.
- Sospensioni elettroniche: ammesse solo se di serie sulla moto stradale e in tal caso non modificabili.
- Ruote: di serie.
- Freni: solo le pinze sono sostituibili con altre compatibili con quelle di serie.

## Impiego agonistico
La categoria Superstock trova applicazione in due competizioni di livello internazionale:
- la Superstock 1000 FIM Cup, nata nel 1999 come campionato europeo e disputata come coppa del mondo dal 2005 al 2016
- il Campionato europeo Superstock 600, disputato dal 2005 al 2015 a livello europeo e riservata a moto 600 cm³ quattro cilindri, 675 cm³ tre cilindri e 750 cm³ bicilindriche

Le gare di questi trofei si disputano su distanze dai 40 ai 70 km, in linea con il campionato d'oltreoceano che sviluppa le prove su distanze di circa 60 km e non prevede qualifiche del tipo "Superpole" in stile Superbike, ma semplicemente due turni di prove libere e due di prove ufficiali.
In ultima analisi si può dire che, per i ridotti costi e le limitate possibilità di elaborazione, queste due categorie rappresentano il primo gradino per entrare nelle competizioni riservate alle moto derivate dalla serie: tale percorso prosegue attraverso la categoria Supersport per culminare nella Superbike.
La categoria Superstock trova impiego anche in numerosissimi campionati nazionali, sia come "gara di contorno" alle importanti categorie Supersport e Superbike, sia come evento a sé stante. Anche in Italia le moto di questa categoria sono ammesse in varie competizioni, come le gare in pista del Campionato Italiano Velocità e come le cronoscalate del Campionato Italiano Velocità in Salita.